# Daniel Iffla

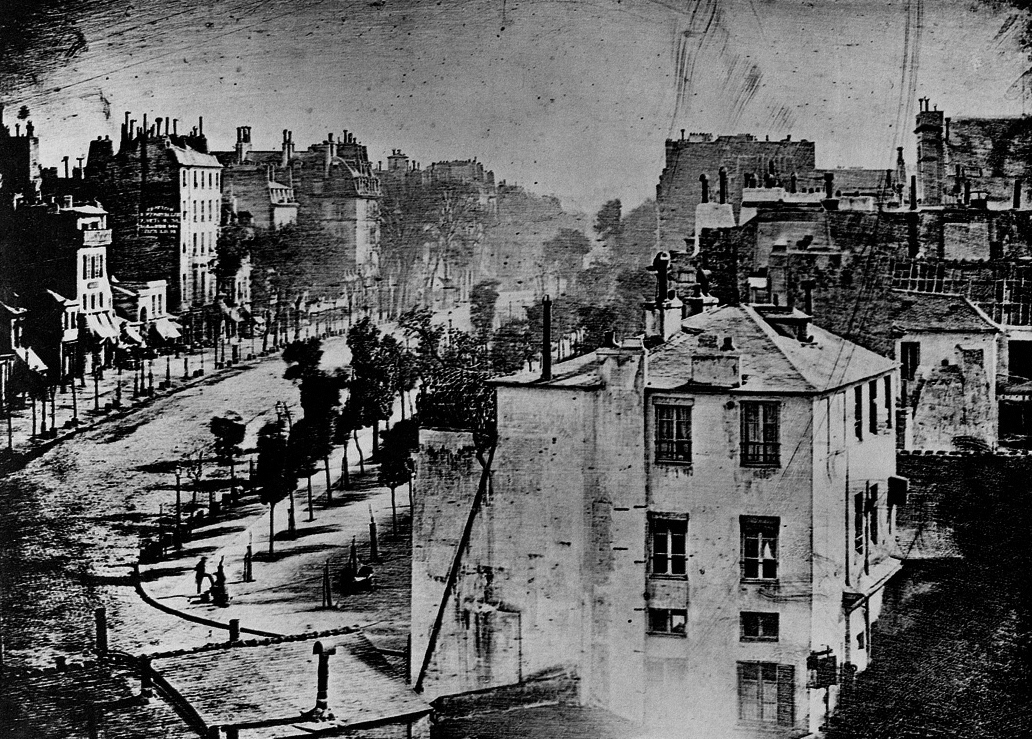
La Parigi del giovane Iffla: Boulevard du Temple 1838 (Louis Daguerre)

Daniel Osiris Iffla (Bordeaux, 23 luglio 1825 – Parigi, 4 febbraio 1907) è stato un mecenate e finanziere francese, proveniente da una famiglia di ebrei marocchini.

## Biografia

### Gli inizi
La famiglia, mercanti originari di Salé, era arrivata in Francia un secolo prima, verso il 1720. Conclusa la prima formazione presso la scuola ebraica di Bordeaux, il giovane Iffla andò a cercare fortuna a Parigi, frequentando dai 14 ai 17 anni la scuola che sarebbe poi diventata il Lycée Turgot al Marais. La sua carriera finanziaria cominciò con l'apprendistato come giovane di studio nella società dei bordolesi Jules Mirès e Moïse Polydore Millaud, apprendistato che lo introdusse nell'ambiente dei finanzieri sefarditi attivi all'epoca a Parigi (l'ambiente, per intendersi, dei Fratelli Pereire).
Passata la grande paura del 1848, erano arrivati gli anni dell'ascesa al potere di Napoleone III e della pratica intensiva dell'Enrichissez-vous! di Guizot sull'onda della grande operazione urbanistica haussmanniana. La Francia formicolava di iniziative finanziarie finalizzate ad investimenti in edilizia e in grandi opere pubbliche, anche all'estero, e Parigi ne era il centro motore. In questo ambiente febbrile il giovane Iffla cominciò a costruire la propria fortuna.

### Il finanziere
Attento, efficace ma per natura prudente, Iffla riuscì a sottrarsi al fallimento di Mirès costruendosi una posizione di investitore solitario e fortunato: non aprì mai una banca né una società propria, ma andò conducendo singole operazioni, di investimenti immobiliari e in borsa, che alla fine, a giudicare dall'evoluzione del suo patrimonio, risultarono solide ed estremamente fruttuose.
Nel 1854, a quasi trent'anni, sposò una ragazza proveniente da una ricca famiglia cattolica, Léonie Carlier, di cui pare fosse molto innamorato, e che comunque gli apportò una dote consistente; fu questo capitale - si disse all'epoca - che incrementò notevolmente la sua attività finanziaria. La giovane sposa morì però poco più di un anno dopo, a 19 anni, dando alla luce due gemelli che morirono con lei. Questo evento segnò profondamente la vita di Iffla, che non si risposò mai.
Iffla condusse sempre una vita privata dal profilo modesto fino all'avarizia, per la quale era molto criticato, nel suo ambiente. 
È possibile - ma non documentato - che la tragedia familiare abbia modificato profondamente il carattere dell'uomo. È certo comunque che dopo il 1860 egli volle cambiare ufficialmente il proprio nome in Osiris, scelta che fu sanzionata da un decreto imperiale del 24 agosto 1861. Sulle ragioni di questa scelta ci sono solo ipotesi: richiamo massonico? allusione ad una evoluzione personale profonda intesa come un processo di morte e resurrezione simboleggiata nel mito di Osiride? semplice ufficializzazione di un nomignolo che, chissà perché, gli era stato affibbiato in Borsa? Non si sa.

### Il filantropo e mecenate

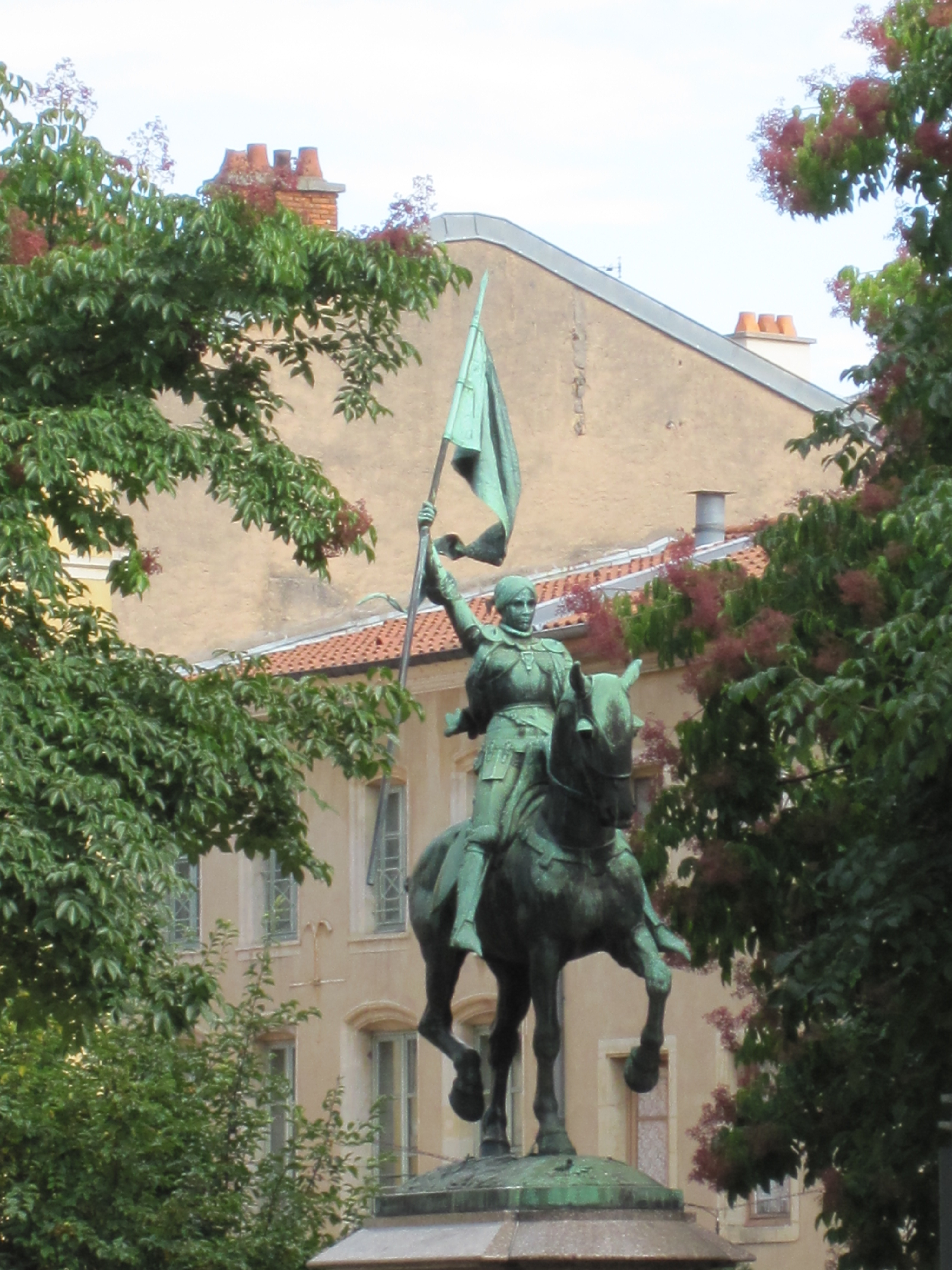
La statua di Giovanna d'Arco a Nancy

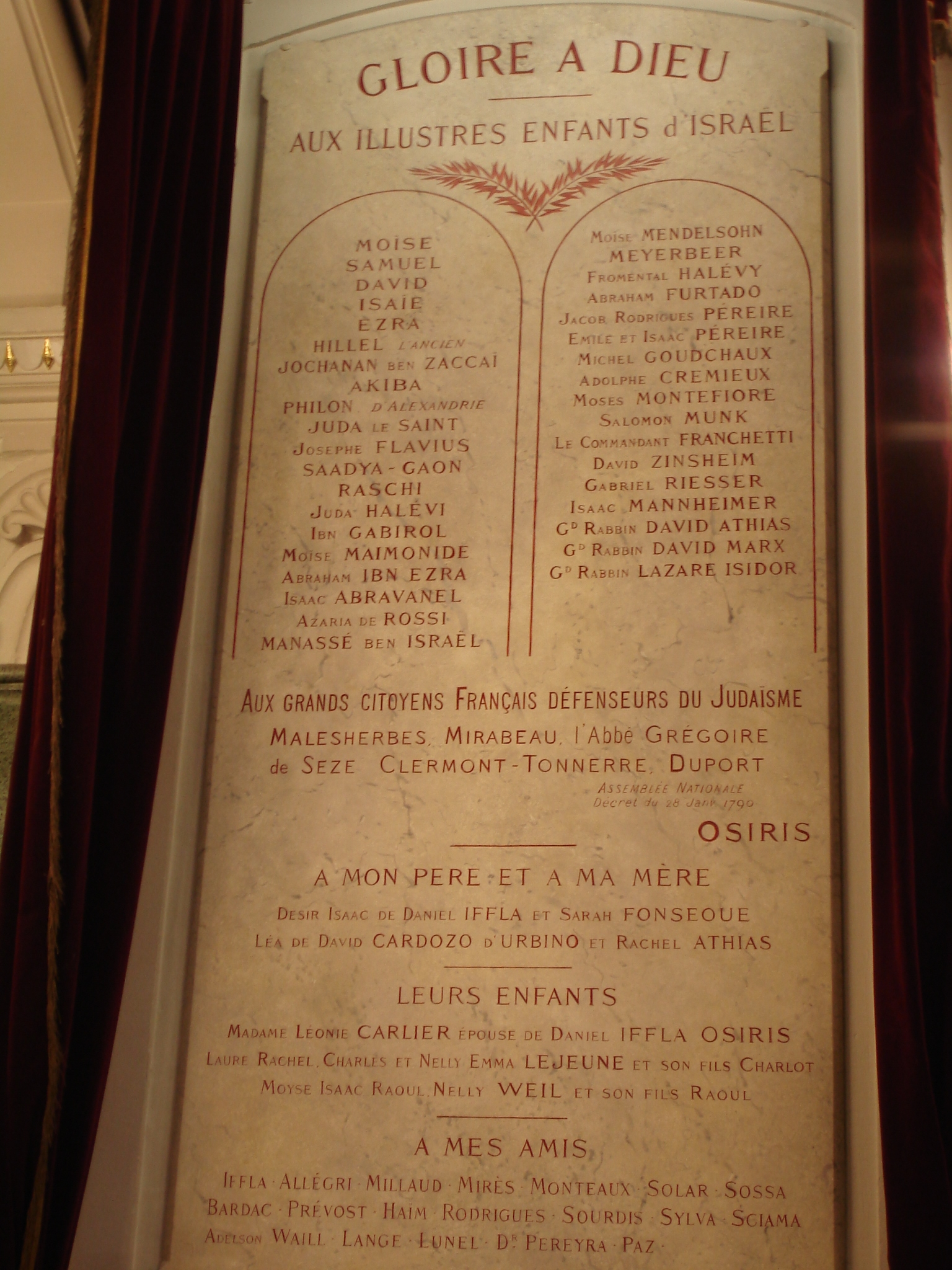
La placca memoriale voluta da Osiris nella sinagoga di rue Buffault

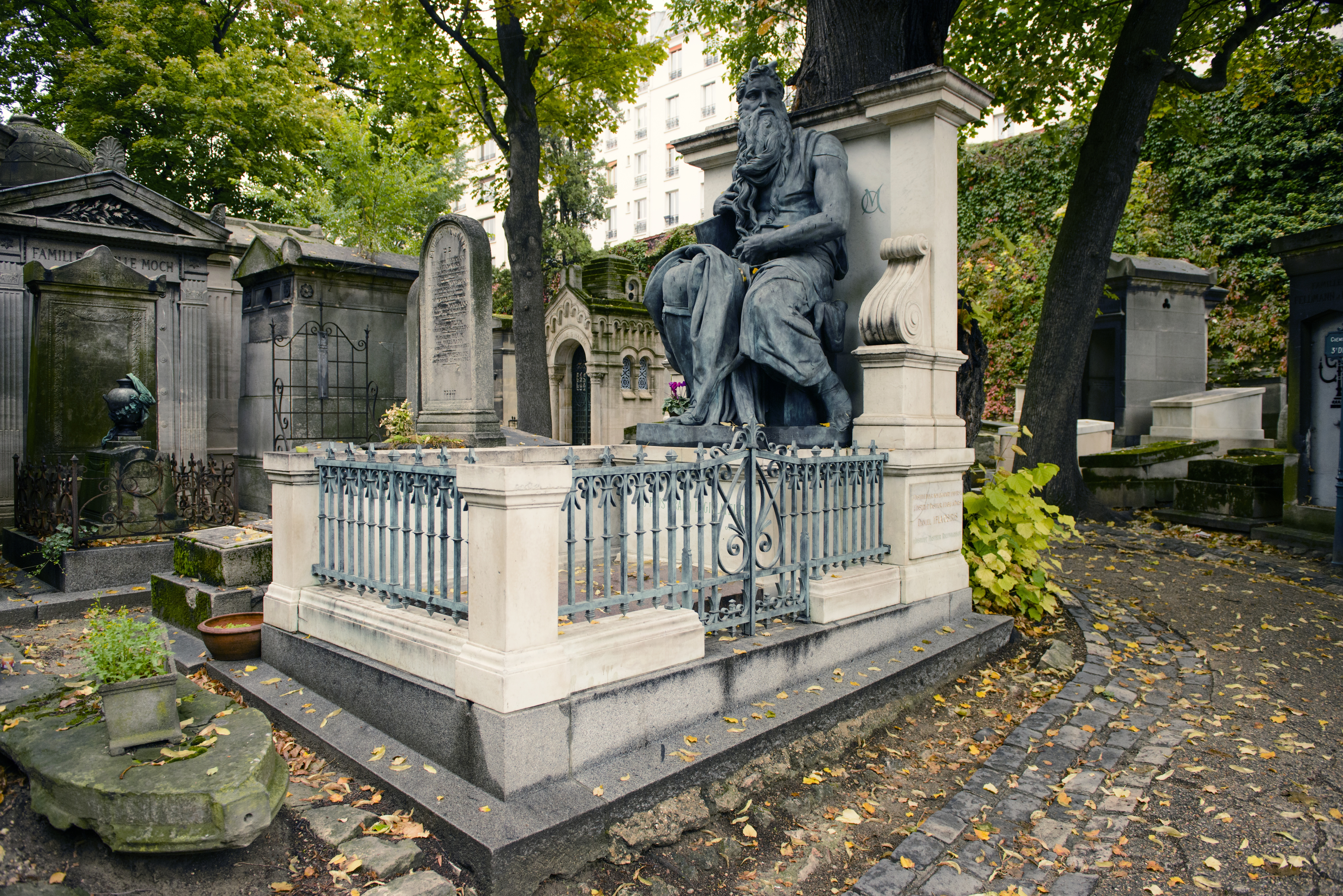
La tomba di Iffla al Cimetière de Montmartre

È certo comunque che, consolidata la propria fortuna, e pur non smettendo di arricchirsi (il suo patrimonio era stimato a 10 milioni di franchi nel 1886 e a 46 milioni nel 1907, al momento della sua morte), la sfera pubblica degli interessi di Iffla si estese ad attività filantropiche e anche, in senso lato, culturali, che lo accompagnarono fino alla morte ed oltre, sotto il nuove nome di Osiris.
Iffla era un autodidatta, profondamente legato alla tradizione ebraica (anche se spesso - pare - in conflitto con le gerarchie confessionali), alle proprie memorie familiari, ad un sentimento patriottico all'antica, che si manifestava nel culto per la memoria di Napoleone e nell'ammirazione per la figura di Giovanna d'Arco. Privo di discendenti, teneva anche, innegabilmente, a che la sua memoria si perpetuasse in atti di munificenza pubblica esplicitamente legati al proprio nome. Esaminando i suoi interventi benefici o di mecenatismo, diversissimi per campo di intervento, questi tratti caratteriali emergono evidenti. Si dà di seguito una lista sintetica e non esaustiva in ordine cronologico dei suoi interventi di natura patriottica:
- 1876: Iffla acquista lo Château La Tour Blanche, tenuta vitivinicola produttrice di una varietà eccellente di Sauternes premier cru. Nel suo testamento la donerà allo Stato, ponendo la condizione che vi sia creata una scuola di viticoltura e vinificazione per i ragazzi della regione[2].
- 1889: Non essendo riuscito ad acquistarne la casa natale a Domrémy, Iffla commissiona a Emmanuel Fremiet due statue equestri di Giovanna d'Arco: la prima viene offerta alla città di Parigi, e sistemata in place des Pyramides, la seconda, l'anno seguente, alla città di Nancy, alle porte dell'Alsazia-Lorena da poco conquistata alla Prussia da Bismarck, in segno di rivendicazione patriottica.
- Nello stesso anno, in occasione dell'Esposizione Universale del centenario della Rivoluzione, istituisce un premio da 100.000 franchi dell'epoca destinato a ricompensare azioni pubbliche di rilievo. Il premio è tuttora operativo, assegnato ogni 3 anni a tre diverse figure attive nel campo culturale e/o scientifico, e denominato Prix Osiris, nel quadro delle attività dell'Institut de France.
- 1896: Iffla acquista all'asta salvandola dalla demolizione, «in memoria dell'assedio di Tolone al quale suo nonno aveva preso parte»[3], la Malmaison, ex casa di campagna di Napoleone nella quale Joséphine de Beauharnais aveva abitato, dopo il divorzio, fino alla morte. Fattolo restaurare da Pierre Humbert, lo offre allo Stato francese nel 1903, donando anche allo Stato, nel testamento, la sua vastissima collezione napoleonica, per crearvi un museo per il quale aveva previsto la costruzione di un nuovo padiglione[4].
- 1902: Offre alla città di Losanna una grande statua di Guglielmo Tell in segno di gratitudine per il rifugio offerto dalla Svizzera nel 1871 all'armata in rotta del generale Bourbaki.

Numerosi interventi economicamente rilevanti furono poi dispiegati da Iffla nella costruzione di sinagoghe; solo che, in cambio del finanziamento, pretendeva in genere di imporre il proprio architetto e di essere ricordato solennemente e in grande evidenza in targhe e simili, il che era spesso poco apprezzato dall'establishment della comunità. Così, quando offrì 700.000 franchi per ricostruire (a suo modo) la sinagoga di Bordeaux, sua città natale, che era bruciata nel 1873, l'offerta fu rifiutata, e dovette accontentarsi di contribuire al finanziamento del nuovo edificio insieme ad altri finanzieri ebrei, come i fratelli Pereire e i Rotschild. Gli andò meglio a Parigi, un paio di anni dopo, quando riuscì a finanziare (e a far ornamentare a suo modo) la nuova sinagoga di rito sefardita di rue Buffault, aperta in contrapposizione alla grande sinagoga di rue de la Victoire, di rito askenazita. Altre sinagoghe da lui finanziate furono quella di Arcachon (dove aveva partecipato all'investimento dei Pereire e possedeva 7 ville), quella di Bruyères, piccolissima come il villaggio che la ospitava, ma realizzata a suo modo, quelle di Losanna, di Tours, di Tunisi e di Vincennes.
Iffla amava anche le azioni più propriamente filantropiche: oltre al sostegno ai "fourneaux populaires", sorta di mense per i poveri, e a varie istituzioni dedicate alla salute delle madri povere e dell'infanzia abbandonata, corsi di stenodattilografia per le vedove e le orfane, si ricorda di lui una iniziativa di microcredito ante litteram: 200 piccoli prestiti da 50 franchi concessi ad artigiani che fabbricavano giocattoli per le feste, che si impegnavano a restituirli alla fine della stagione e avrebbero potuto ottenerli di nuovo l'anno seguente.
Ma il monumento a cui Osiris affida la memoria di sé (oltre alla tomba al cimitero di Montmartre con la riproduzione in bronzo del Mosè di Michelangelo, sul confine tra la zona ebraica e quella cristiana - dove era sepolta la moglie cattolica, pochi passi più in là) è il suo testamento: decine di pagine lungamente meditate, in cui si riepilogano, attraverso vari legati, le passioni civili di Osiris. 
- Erede principale ed esecutore testamentario era l'Istituto Pasteur, fondato una ventina d'anni prima, che riceveva in questo modo una donazione di circa 40 milioni di franchi-oro (circa 130 milioni di euro), la più importante che esso abbia mai ricevuto, grazie alla quale venne fondato quello che è oggi l'Istituto Curie.
- Una rendita perpetua di 1000 franchi annui venne destinata alle città di Arcachon, Berna, Bordeaux, Ginevra, Losanna, Lione, Marsiglia e Nancy, per premiare gli allievi delle scuole comunali più meritevoli, senza distinzione di culto.
- Alla città di Bordeaux si attribuiva un legato di due milioni di franchi finalizzato alla creazione di un bateau-soupe, una mensa per poveri sistemata in un battello apposito ancorato sulla Gironda, che si chiamerà, naturalmente, Osiris. L'Osiris, che forniva anche assistenza medica, funzionò dal 1908 al 1940, quando fu requisito dai tedeschi e poi affondato, distribuendo 14.000 pasti al mese.